# Phan Thanh Hùng
Phan Thanh Hùng (ur. 30 lipca 1960 w Đà Nẵngu) – wietnamski piłkarz, grający na pozycji napastnika, trener piłkarski.

## Kariera piłkarska

### Kariera klubowa
Występował w latach 1980-1992 w klubie Quảng Nam-Đà Nẵng.

### Kariera reprezentacyjna
W 1991 bronił barw narodowej reprezentacji Wietnamu.

## Kariera trenerska
Od 2007 do 2009 prowadził pierwszą i młodzieżową drużynę SHB Đà Nẵng. Od 2008 do 2011 pomagał trenować narodową reprezentację Wietnamu. W 2010 stał na czele klubu Hà Nội T&T oraz równoległe do 2012 trenował młodzieżową reprezentację U-23 a w 2012 pierwszą reprezentację Wietnamu.

## Sukcesy i odznaczenia

### Sukcesy trenerskie
- mistrz Wietnamu: 2013
- wicemistrz Wietnamu: 2012, 2014
- finalista Pucharu Wietnamu: 2012
- finalista Superpucharu Wietnamu: 2014